# Мама Рома
«Мама Рома» (итал. Mamma Roma) — итальянская кинодрама режиссёра Пьера Паоло Пазолини 1962 года, классическая картина итальянского неореализма. Фильм получил приз итальянских киноклубов и приз «Новое кино» лучшей актрисе на Венецианском кинофестивале.

## Сюжет
Бывшая проститутка по прозвищу «Мама Рома» (Анна Маньяни) пытается начать новую жизнь. Она торгует овощами, в чём ей помогает её шестнадцатилетний сын Этторе (Этторе Гарофало). Однако все старания женщины оказываются напрасными, когда Этторе узнаёт, что его мать была проституткой. Он совершает кражу и попадает в тюрьму, что означает, что надежды его матери на лучшую жизнь для сына потерпели крах.

## В ролях
- Анна Маньяни — Мама Рома
- Этторе Гарофало — Этторе
- Франко Читти — Кармине
- Сильвана Корсини — Бруна
- Луиза Лойано — Бьянкофьоре
- Паоло Вольпони — священник
- Лучано Гонини — Закария
- Пьеро Морджа — Пьеро
- Ламберто Маджорани — больной

## Съёмочная группа
- Автор сценария и режиссёр: Пьер Паоло Пазолини
- Продюсер: Альфредо Бини
- Композитор: Карло Рустикелли
- Оператор: Тонино Делли Колли
- Монтажер: Нино Баральи